# Лебедев, Сергей Наркисович
Сергей Наркисович Лебедев (род. 24 июля 1955 года) — советский и российский физик, специалист в области моделирования процессов физики высоких плотностей энергии, член-корреспондент РАН (2019).
Начальник отдела научно-теоретического отделения «РФЯЦ-ВНИИТФ имени академика Е. И. Забабахина».
Основные научные результаты:
- на основе нового подхода к решению уравнений в частных производных разработаны новые разностные схемы решения двумерных уравнений газовой динамики и системы уравнений переноса энергии в полностью ионизованной плазме;
- разработаны физико-математические модели для расчета многокомпонентных течений для построенных разностных схем;
- создана специализированная расчетная методика и программы для проведения численных экспериментов по оценке тактико-технических характеристик ядерных зарядов и различных аспектов их работоспособности;
- создан пакет прикладных программ для моделирования процессов взаимодействия лазерного излучения с веществом при непрямом воздействии на микромишени в задачах по исследованию возможности термоядерного зажигания.